# Inuitisk konst
Den inuitiska konstens historia kan grovt uppdelas i fem perioder.

## För-Dorset
Mellan 2000 och 1000 f.Kr. emigrerade människor från Sibirien över Berings sund till Nordamerika. Dessa människor tillverkade omsorgsfullt formade spjutspetsar i sten.

## Dorsetkulturen
Omkring 1000–500 f.Kr. uppstod Dorsetkulturen i östra Kanada. Den var den första som började producera figurativ konst i någon större omfattning; objekt i ben, elfenben och trä som föreställde ansikten, masker, människogestalter, fåglar, björnar och andra djur. Man antar att dessa föremål, som sällan är större än att de ryms i handflatan, hade en magisk innebörd och användes som amuletter.

## Thulekulturen
Från norra Alaska till Grönland utvecklades omkring 1000–1200 e.Kr. thulekulturen och dagens inuiter härstammar från denna kultur. Thulekulturen var samtida med de vikingar som etablerade sig i Nordamerika och kom också i konflikt med dem.
Till skillnad från Dorsetkulturens religiösa objekt var thulefolkets vanligen vardagliga föremål som harpuner, kammar, askar i valben och trä. Dessutom tillverkade de märkliga "glasögon" med vackra mönster samt märkliga, "simmande" figurer av människor, fåglar och andra djur. Thulekulturens konst hade utpräglat feminina drag.
Thulefolket var valjägare och de byggde sina hus i sten och valben; några av dessa byggnader står fortfarande kvar.

## Historisk tid
Klimatförändringar som innebar kallare klimat och färre valar gjorde att thulekulturen gradvis försvann under perioden 1400–1500 och den europeiska invandringen gjorde att den helt försvunnit på 1700-talet. Under 1800-talet skedde en utveckling som innebar att inuiterna alltmer kom att tillverka föremål avsedda för den europeiska konstmarknaden. Istället för föremål avsedda för den inuitiska vardagen tillverkades allt mer kristna figurer, cigarettaskar och dylikt. Den inuitiska tillvaron genomgick ytterligare en genomgripande förändring med guldruschen omkring 1896.

## Nutid
Efter andra världskriget övergav många inuitsamhällen nomadlivet för en mer modern tillvaro. Kontakten med omvärlden ökade avsevärt och med stöd av den kanadensiska regeringen kom den inuitiska skulpturen att genomgå en snabb utveckling. Den har under efterkrigstiden fått allt större internationell uppmärksamhet.